# Aleksiej Swirin
Aleksiej Swirin (ros. Алексей Свирин, ur. 15 grudnia 1978 w Moskwie) – rosyjski wioślarz, reprezentant Rosji w wioślarskiej dwójce podwójnej podczas Letnich Igrzysk Olimpijskich w Pekinie.

## Osiągnięcia
- Igrzyska Olimpijskie – Ateny 2004 – czwórka podwójna – 1. miejsce[1][2].
- Mistrzostwa Świata – Eton 2006 – czwórka podwójna – 6. miejsce[1][2].
- Mistrzostwa Świata – Monachium 2007 – czwórka podwójna – 7. miejsce[1][2].
- Mistrzostwa Europy – Poznań 2007 – czwórka podwójna – 1. miejsce[2].
- Mistrzostwa Europy – Ateny 2008 – czwórka podwójna – 5. miejsce[2].
- Igrzyska Olimpijskie – Pekin 2008 – dwójka podwójna – 11. miejsce[1][2].
- Mistrzostwa Europy – Brześć 2009 – czwórka podwójna – 6. miejsce[2].